# Gerlinda Swillen
Gerlinda Germaine Barbara Swillen (Oostende, 20 augustus 1942) is een Belgisch-Duits historica, ereleraar, onderzoekster en bestuurster.

## Levensloop
Ze werd geboren tijdens de Tweede Wereldoorlog als koekoekskind; haar vader was een Duits soldaat bij de Wehrmacht. Haar moeder heeft de Belgische nationaliteit.
Beroepshalve werkte ze bijna 40 jaar (1963-2002) als lerares Nederlands. In 1967 werd ze lid van het Aktiekomitee Gelijk Loon voor Gelijk Werk. Ze verzorgde van 1979 tot 1991 woordprogramma's voor BRT3 en Klara (VRT). Tot op heden is ze medewerkster van CegeSoma en wetenschappelijk medewerker aan de Vrije Universiteit Brussel.
Ze is de oprichtster en voorzitter van de Vereniging der Oorlogskinderen in België (2008-2013). In 2010 verkreeg ze de Duitse nationaliteit, ze was daarmee het eerste bezettingskind dat dat Duitse nationaliteit verwierf. In 2016 behaalde ze aan de VUB een doctoraat in de geschiedenis op haar proefschrift "Verwekt door de Tweede Wereldoorlog. Oorlogskinderen op de as Brussel-Berlijn".
Momenteel kaart ze een aantal actuele problemen aan, op basis van haar historisch onderzoek en eigen ervaringen, bijvoorbeeld het precaire bestaan van oorlogskinderen die in het begin van de eenentwintigste eeuw in conflictgebieden en in de vluchtelingenstromen gevaar lopen. Zowel de Universele Verklaring van de Rechten van de Mens als het Verdrag inzake de rechten van het kind bieden onvoldoende bescherming. Daarom ijvert ze voor een internationaal statuut dat: Het kind, en de vrouw die het wil behouden, beschermt. Controle mogelijk maakt op zijn geboorte en zijn inschrijving bij de burgerlijke stand van de geboorteplaats. Een nationaliteit en juridische en sociale bescherming garandeert. De toegang tot alle documenten voor het kind opent om zijn biologische identiteit te achterhalen.
Ze was van 2002 tot 2014 voorzitster van het Masereelfonds. Ze volgde in die hoedanigheid Ludo Abicht op; zelf werd ze opgevolgd door Jan Reynaers.
- Gemeinsame Normdatei: 140141499
- International Standard Name Identifier: 0000 0000 7889 0278
- Library of Congress Control Number: no2009202412
- Nederlandse Thesaurus van Auteursnamen: 119818841
- Virtual International Authority File: 103588615
- WorldCat: E39PBJvxq7Jh9vqGhKcMKrHjYP